# Стефан Кабакчиев
Стефан Кабакчиев е български учител, общественик и съдебен магистрат със заслуги в модернизирането на правораздаването във Варна, Княжество България. Неговите спомени, публикувани под заглавието „Варна по време на Кримската война от 1853 – 56 г.“, са ценен източник на информация за предосвобожденската история на Западното Черноморие.

## Биография
Стефан Кабакчиев е роден на 14 декември 1834 г. в Търново.
Живее във Варна от август 1853 г. до юли 1856 г., след което учителства в Бесарабия и Молдова от 1860 до 1877 г. През периода 1877 – 1878 г. е председател на окръжния съд в Кюстенджа. Завръща се във Варна след Освобождението през 1878 г. и е определен за секретар на Варненския губернски административен съвет. От 1879 до 1884 г. е училищен настоятел, участва в обществено-политическия живот на Варна като член на избирателното бюро през 1887 г. Избран е за общински съветник през 1888 г., назначен е за мирови съдия в окръжния съд и служи като такъв до 1897 г. Впоследствие започва адвокатска практика, но се пенсионира като председател на съда на 31 март 1902. Като негова заслуга се изтъква въвеждането на призовките в съдебната практика на Варна.
Баща на Христо Кабакчиев.